# Gromin Dolac
Gromin Dolac je naselje na Hvaru, u općini Jelsa. 

## Zemljopisni položaj
Gromin Dolac se smjestio u dolini istočno od Zavale, stotinjak metara nad morem. Mjesto ima oblik amfiteatra u čijoj je sredini kula Obradić iz 17. stoljeća (danas Machiedo). Kamene kuće od kojih su neke još iz 17. st. građene su kao uporišta protiv gusara.
S ostatkom otoka je povezan tunelom Pitve-Zavala, duljine 1400 m.

## Znamenitosti
Kula Obradić je dvokatna kamena kula sagrađena u obrambene svrhe i ubraja se u rijetke i dobro očuvane kule tog vremena na otoku Hvaru. Jugoistočno od Gromin Dolca, na samoj morskoj obali, nalazi se majurska kuća Budić (danas Radonić), renesansni ljetnikovac i promatračnica iz sredine 16. stoljeća. Iznad Gromin Dolca smjestila se i dobro poznata Grapčeva špilja koja je bila nastanjena još u doba neolita. Između Gromin Dolca i Grapčeve špilje nalazi se jedna manja špiljica.

## Stanovništvo
Iskazuje se kao samostalno naselje od 1991. Nastalo izdvajanjem dijela naselja Jelsa. U 1869., 1921. i 1931. podaci su sadržani u naselju Jelsa.
| broj stanovnika | 65    |       | 54    | 65    | 88    | 67    |       |       | 35    | 172   | 28    | 20    | 10    | 4     | 4     | 3     | 6     |
|                 | 1857. | 1869. | 1880. | 1890. | 1900. | 1910. | 1921. | 1931. | 1948. | 1953. | 1961. | 1971. | 1981. | 1991. | 2001. | 2011. | 2021. |